# العلاقات التشيلية الكولومبية
العلاقات التشيلية الكولومبية هي العلاقات الثنائية التي تجمع بين تشيلي وكولومبيا.

## مقارنة بين البلدين
هذه مقارنة عامة ومرجعية للدولتين:
| وجه المقارنة                                              | تشيلي                         | كولومبيا        |
| --------------------------------------------------------- | ----------------------------- | --------------- |
| المساحة (كم2)                                             | 756.10 ألف                    | 1.14 مليون      |
| عدد السكان (نسمة)                                         | 17.37 مليون                   | 49.07 مليون     |
| الكثافة السكانية (ن./كم²)                                 | 22.97                         | 43.04           |
| العاصمة                                                   | سانتياغو                      | بوغوتا          |
| اللغة الرسمية                                             | اللغة الإسبانية               | اللغة الإسبانية |
| العملة                                                    | بيزو تشيلي، وحدة حساب تشيلية ‏ | بيزو كولومبي    |
| الناتج المحلي الإجمالي (بليون دولار)                      | 277.08 مليار                  | 309.19 مليار    |
| الناتج المحلي الإجمالي (تعادل القوة الشرائية) بليون دولار | 419.39 مليار                  | 724.96 مليار    |
| الناتج المحلي الإجمالي الاسمي للفرد دولار أمريكي          | 13.42 ألف                     | 7.60 ألف        |
| الناتج المحلي الإجمالي للفرد دولار أمريكي                 | 22.07 ألف                     | 13.36 ألف       |
| مؤشر التنمية البشرية                                      | 0.832                         | 0.720           |
| رمز المكالمات الدولي                                      | +56                           | +57             |
| رمز الإنترنت                                              | .cl                           | .co             |
| المنطقة الزمنية                                           | 00، 00، 00، 00                | 00              |

## منظمات دولية مشتركة
يشترك البلدان في عضوية مجموعة من المنظمات الدولية، منها:
| علم المنظمة | اسم المنظمة                                                          | تاريخ انضمام تشيلي | تاريخ انضمام كولومبيا |
| ----------- | -------------------------------------------------------------------- | ------------------ | --------------------- |
|             | وكالة ضمان الاستثمار متعدد الأطراف                                   | 12 أبريل 1988      | 30 نوفمبر 1995        |
|             | منظمة الشرطة الجنائية الدولية                                        | ?                  | ?                     |
|             | منظمة حظر الأسلحة الكيميائية                                         | ?                  | ?                     |
|             | منظمة التجارة العالمية                                               | ?                  | ?                     |
|             | الفريق المعني برصد الأرض                                             | ?                  | ?                     |
|             | البنك الدولي للإنشاء والتعمير                                        | 31 ديسمبر 1945     | 24 ديسمبر 1946        |
|             | الأمم المتحدة                                                        | 24 أكتوبر 1945     | 5 نوفمبر 1945         |
|             | مؤسسة التمويل الدولية                                                | 15 أبريل 1957      | 20 يوليو 1956         |
|             | يونسكو                                                               | 7 يوليو 1953       | 31 أكتوبر 1947        |
|             | مؤسسة التنمية الدولية                                                | 30 ديسمبر 1960     | 16 يونيو 1961         |
|             | اتحاد دول أمريكا الجنوبية                                            | ?                  | ?                     |
|             | وكالة حظر الأسلحة النووية في أمريكا اللاتينية ومنطقة البحر الكاريبي ‏ | ?                  | ?                     |
|             | الاتحاد الدولي للاتصالات                                             | 1908               | 25 أغسطس 1914         |
|             | مجموعة دول الأنديز                                                   | ?                  | ?                     |
|             | الاتحاد البريدي العالمي                                              | ?                  | ?                     |
|             | المنظمة الهيدروغرافية الدولية                                        | ?                  | ?                     |
|             | المركز الدولي لتسوية المنازعات الاستشارية                            | 24 أكتوبر 1991     | 14 أغسطس 1997         |

## وصلات خارجية
- موقع وزارة الخارجية التشيلية
- موقع وزارة الخارجية الكولومبية